# Sci alpino ai VII Giochi olimpici invernali - Discesa libera femminile
La competizione della discesa libera femminile di sci alpino ai VII Giochi olimpici invernali si è svolta il giorno 1º febbraio 1956 sulla Pista Canalone a Cortina d'Ampezzo.

## Classifica
| Pos.    | Atleta                            | Nazione                   | Tempo  |
| ------- | --------------------------------- | ------------------------- | ------ |
| Oro     | Madeleine Chamot-Berthod          | Svizzera                  | 1'40"7 |
| Argento | Frieda Dänzer                     | Svizzera                  | 1'45"4 |
| Bronzo  | Lucile Wheeler                    | Canada                    | 1'45"9 |
| 4       | Giuliana Minuzzo                  | Italia                    | 1'47"3 |
| 4       | Hilde Hofherr                     | Austria                   | 1'47"3 |
| 6       | Carla Marchelli                   | Italia                    | 1'47"7 |
| 7       | Dorothea Hochleitner              | Austria                   | 1'47"9 |
| 8       | Josette Nevière                   | Francia                   | 1'49"2 |
| 9       | Borghild Niskin                   | Norvegia                  | 1'49"5 |
| 10      | Gladys Werner                     | Stati Uniti               | 1'49"6 |
| 11      | Anna Pellissier                   | Italia                    | 1'49"7 |
| 12      | Trude Klecker                     | Austria                   | 1'50"6 |
| 13      | Josefine Frandl                   | Austria                   | 1'51"0 |
| 14      | Aleksandra Artyomenko             | Unione Sovietica          | 1'51"1 |
| 15      | Eivor Berglund                    | Svezia                    | 1'51"6 |
| 15      | Rosemarie Reichenbach             | Svizzera                  | 1'51"6 |
| 17      | Barbara Grocholska                | Polonia                   | 1'51"7 |
| 18      | Ingrid Englund                    | Svezia                    | 1'51"8 |
| 19      | Maria Kowalska                    | Polonia                   | 1'51"9 |
| 20      | Ossi Reichert                     | Squadra Unificata Tedesca | 1'52"3 |
| 21      | Marysette Agnel                   | Francia                   | 1'52"4 |
| 22      | Anne Heggtveit                    | Canada                    | 1'53"2 |
| 22      | Carlyn Kruger                     | Canada                    | 1'53"2 |
| 24      | Madeleine Front                   | Francia                   | 1'53"6 |
| 25      | Hedi Beeler                       | Svizzera                  | 1'54"0 |
| 26      | Inger Jørgensen                   | Norvegia                  | 1'54"3 |
| 27      | Astrid Sandvik                    | Norvegia                  | 1'54"4 |
| 28      | Slava Zupančič                    | Jugoslavia                | 1'54"5 |
| 29      | Hannelore Glaser-Franke           | Squadra Unificata Tedesca | 1'54"7 |
| 30      | Andrea Mead-Lawrence              | Stati Uniti               | 1'55"2 |
| 31      | Jakobína Jakobsdóttir             | Islanda                   | 1'57"2 |
| 32      | Sonja Sperl                       | Squadra Unificata Tedesca | 1'57"8 |
| 33      | Ginette Seguin                    | Canada                    | 1'58"2 |
| 34      | Penelope Pitou                    | Stati Uniti               | 1'58"9 |
| 35      | Zandra Nowell                     | Gran Bretagna             | 1'59"0 |
| 36      | Vera Schenone                     | Italia                    | 1'59"2 |
| 37      | Evgenija Sidorova                 | Unione Sovietica          | 1'59"8 |
| 38      | Dorothy Surgenor                  | Stati Uniti               | 2'01"5 |
| 39      | Christine Davy                    | Australia                 | 2'01"6 |
| 40      | Magdalena Marotineanu             | Romania                   | 2'04"0 |
| 41      | Renate Holmes                     | Gran Bretagna             | 2'05"0 |
| 42      | Vivi-Anne Wassdahl                | Svezia                    | 2'08"0 |
| 43      | Jeanne Sandford                   | Gran Bretagna             | 2'15"1 |
| 44      | Elena Epuran                      | Romania                   | 2'27"7 |
| -       | Édith Bonlieu                     | Francia                   | Rit.   |
| -       | Annemarie Buchner                 | Squadra Unificata Tedesca | Rit.   |
| -       | Maria Gąsienica Daniel-Szatkowska | Polonia                   | Rit.   |